# 피터 파치넬리
피터 패치넬리(Peter Facinelli, 1973년 11월 26일 ~ )는 미국의 배우, 영화 각본가, 영화 감독, 영화 제작자이다. 《트와일라잇》 시리즈의 칼라일 컬런 역이 대표 영화 배역이며, 드라마 쪽에서는 《간호사 재키》(2009-15)의 쿠프 역, 《슈퍼걸》(2015-16)의 맥스웰 로드 역으로 알려져 있다.

## 출연 작품

### 영화
- 더 이상 참을 수 없어 (1998)
- 트와일라잇 (2008) - 칼라일 컬런 의사 역
  - 뉴문 (2009)
  - 이클립스 (2010)
  - 브레이킹 던 part 1 (2011)
  - 브레이킹 던 part 2 (2012)
- 픽포켓 (2012) - 각본, 제작 겸임
- 카운트다운 (2019) - 설리번 박사 역
- 사라져버린 (2020) - 레이크스 역 (각본, 감독, 제작, 조연)

### 텔레비전
- 간호사 재키 (2009-15) - 피치 "쿠프" 쿠퍼 의사 역
- 슈퍼걸 (2015-16) - 맥스웰 로드 역